# Niels Thorkild Rovsing

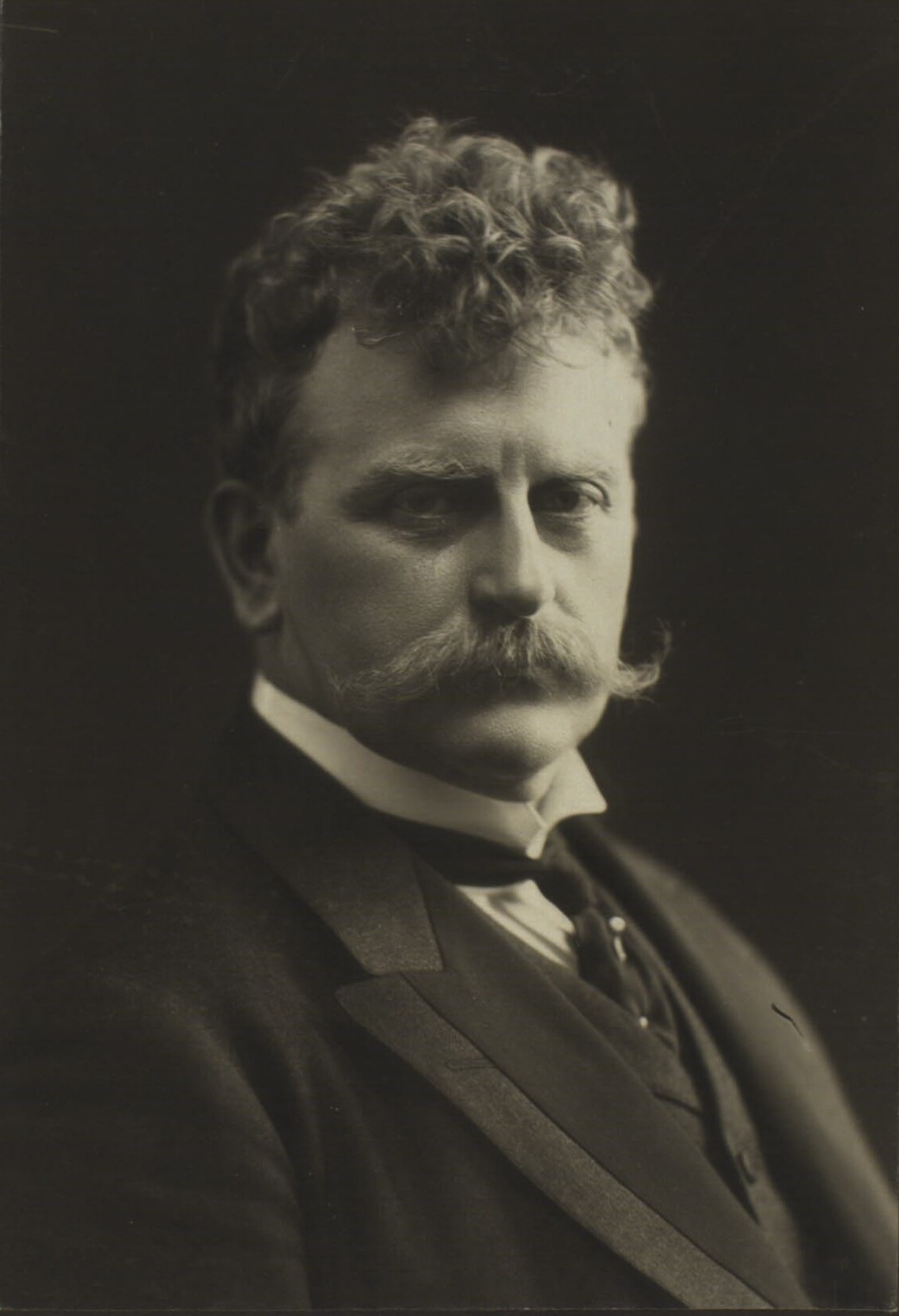
Niels Thorkild Rovsing

Niels Thorkild Rovsing (26 tháng 4 năm 1862, Flensborg – 14 tháng 1 năm 1927, Copenhagen) là một nhà phẫu thuật Đan Mạch được biết đến nhờ việc miêu tả dấu Rovsing.

## Tiểu sử
Niels Thorkild Rovsing tốt nghiệp y khoa vào năm 23 tuổi. Ông trở thành giáo sư phẫu thuật vào năm 1899 tại Đại học Copenhagen. Tuy nhiên công việc này không tạo điều kiện ông tiếp xúc với bệnh nhân, vì thế Rovsing mở một phòng phẫu thuật săn sóc tư tại nhà, và sau đó nơi này đã được mở rộng và trang bị với máy chiếu tia X một vài năm sau đó. Năm 1904 ông trở thành nhà phẫu thuật cao cấp tại Bệnh viện Frederiks, vào năm ông 42 tuổi. Năm 1905, ông thực hiện chiến dịch vận động nâng cao điều kiện phẫu thuật và dẫn tới việc xây dựng trung tâm Rigshospitalet, sau đó được mở cửa vào năm 1910.
Công việc của Rovsing chủ yếu tập trung vào các bệnh lý của bụng, bao gồm viêm bàng quang, lao đường tiết niệu, bệnh sỏi mật và viêm ruột thừa. Các công trình của ông được xuất bản trong khoảng 200 ấn phẩm và đã mang lại danh tiếng quốc tế cho ông. Các tài liệu phẫu thuật bụng của ông được dịch sang tiếng Đức và tiếng Anh. Ông được phong tặng làm thành viện danh dự của Hội Phẫu thuật Y khoa Edinburgh và Hiệp hội các bác sĩ phẫu thuật Anh và Ireland. Ông có công thành lập Hiệp hội Phẫu thuật Đan Mạch cùng với Eilert A. Tscherning vào năm 1908.
Ông bị buộc phải nghỉ hưu vào năm 1926 vì lý do bệnh tim, và ung thư thanh quản tiến triển. Ông đã trải qua phẫu thuật để chữa trị các bệnh trên, nhưng ông không chịu được xạ trị tốt và mất vào đầu năm 1927.